# Volta a Catalunya de 1942
La Volta a Catalunya de 1942 fou la vint-i-dosena edició de la Volta a Catalunya. La prova es disputà en nou etapes entre el 5 i el 13 de setembre de 1942, amb un total de 1.219 km. El vencedor final fou el basc Federico Ezquerra, per davant de Julián Berrendero, i Diego Cháfer.
En aquesta edició es donen per primer cop bonificacions als finals d'etapa i als passos de muntanya.
La 4a i la 8a etapes estaven dividida en 3 sectors. Durant la 2a etapa es produeix una forta tempesta, i els corredors entren tots junts a la meta del velòdrom de Vilafranca sense que s'assigni un guanyador.
Marià Cañardo acaba a la classificació final en 27è lloc, i serà aquesta la seva última participació en la "Volta".

## Documentació Oficial

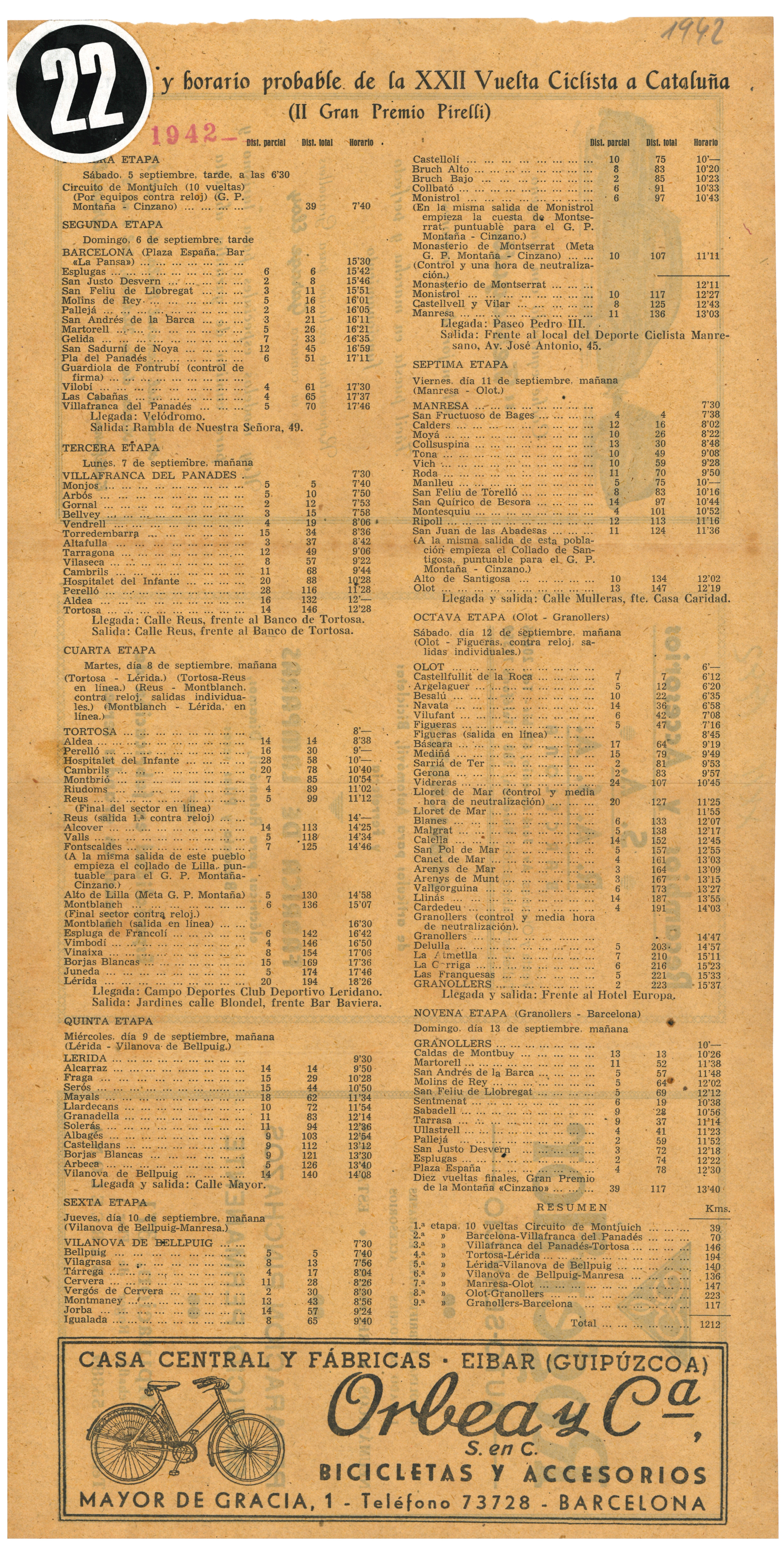
Rutómetre detallat de la Volta de 1945
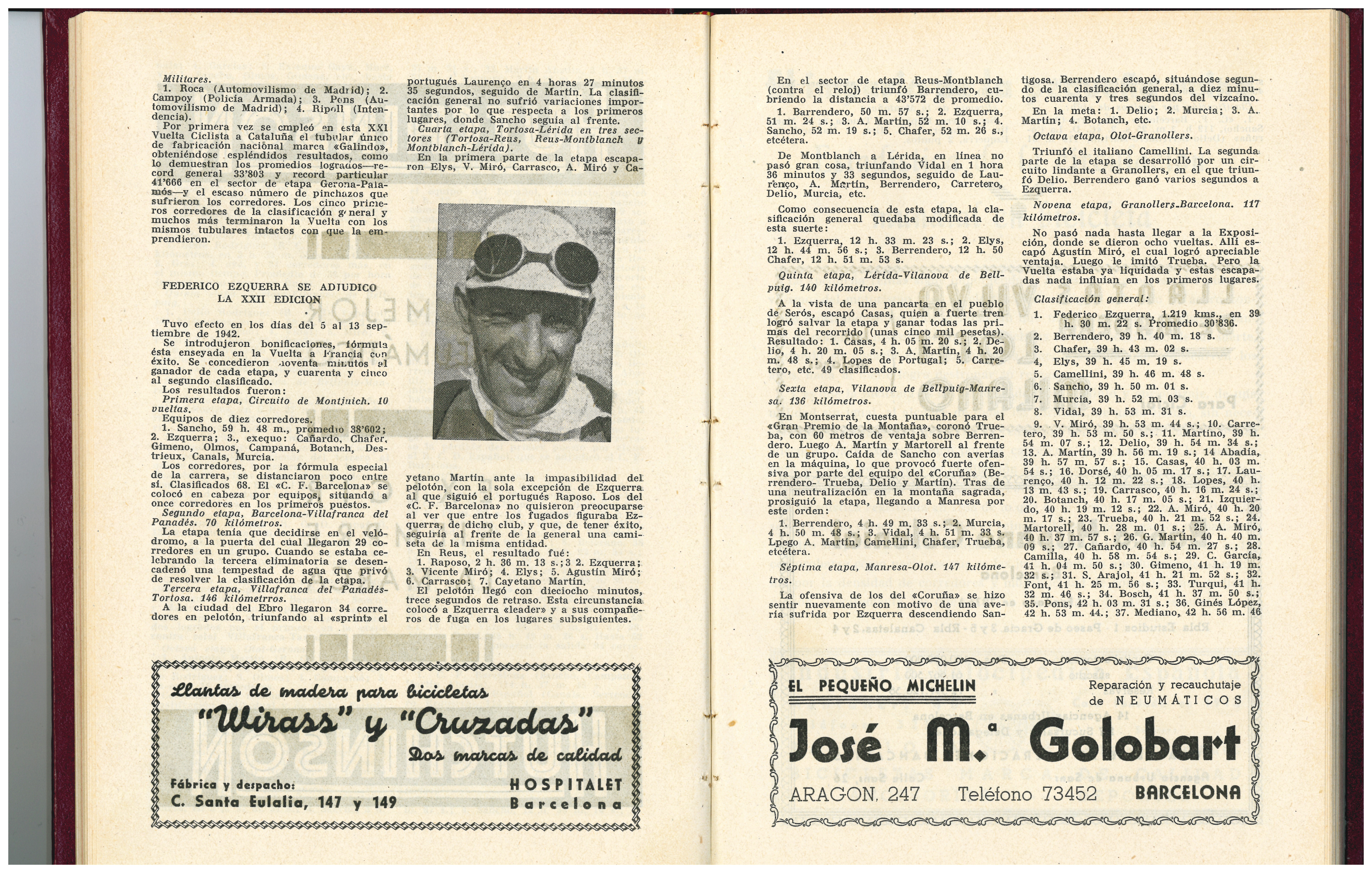
Resum de la Volta 1942 publicat al programa oficial de la Volta de 1943.
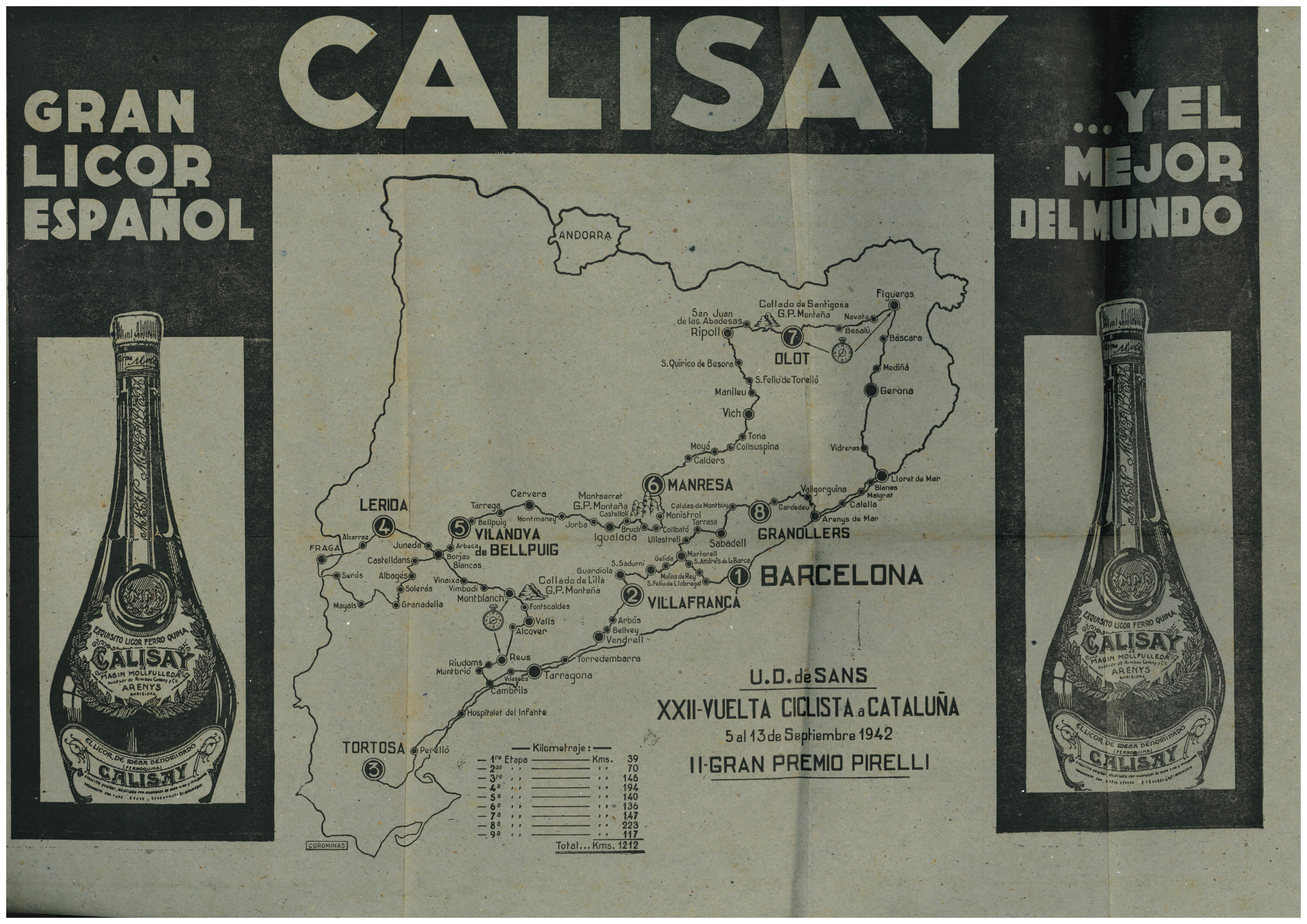
Planol del recorregut de la Volta 1945.
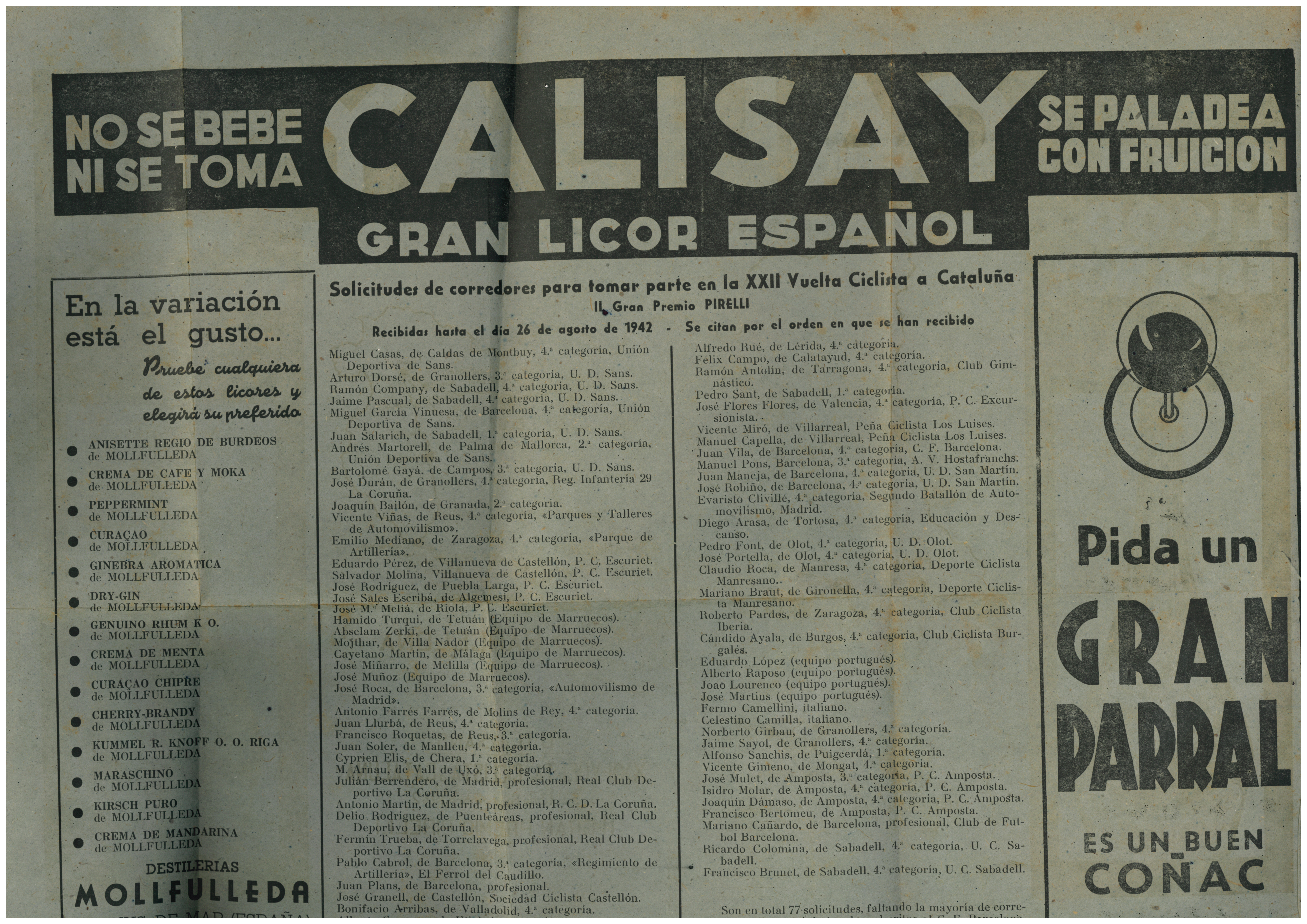
Llista de pre-inscrits de la Volta 1942

## Classificació final
| Pos. | Ciclista                    | Club                     | Temps       |
| ---- | --------------------------- | ------------------------ | ----------- |
| 1    | Federico Ezquerra (ESP)     | FC Barcelona             | 39h 30' 22" |
| 2    | Julián Berrendero (ESP)     | RCD de la Corunya        | + 9' 56"    |
| 3    | Diego Cháfer (ESP)          | FC Barcelona             | + 12' 40"   |
| 4    | Cipriano Elys (ESP)         | Frente del Trabajo       | + 14' 47"   |
| 5    | Fermo Camellini (ITA)       | Coñac Gris Martínez      | + 16' 26"   |
| 6    | Antonio Andrés Sancho (ESP) | FC Barcelona             | + 19' 39"   |
| 7    | Fernando Murcia (ESP)       | FC Barcelona             | + 21' 41"   |
| 8    | José Vidal Juliá (ESP)      | Regiment d'Infanteria 51 | + 23' 9"    |
| 9    | Vicente Miró (ESP)          |                          | + 23' 22"   |
| 10   | Vicente Carretero (ESP)     | Frente del Trabajo       | + 23' 28"   |

## Classificacions secundàries
| Pos. | Ciclista          | Equip             | Punts |
| ---- | ----------------- | ----------------- | ----- |
| 1    | Julián Berrendero | RCD de la Corunya | 12    |
| 2    | Fermín Trueba     | RCD de la Corunya | 8     |
| 3    | Antonio Martín    | RCD de la Corunya | 7     |

| Pos. | Equip             | Temps        |
| ---- | ----------------- | ------------ |
| 1    | FC Barcelona      | 119h 03' 25" |
| 2    | RCD de la Corunya | + 7' 46"     |
| 3    | UE Sants          | + 1h 13' 47" |

## Etapes
| Etapa | Data           | Recorregut                         | km    | Guanyador                    | Líder                       |
| ----- | -------------- | ---------------------------------- | ----- | ---------------------------- | --------------------------- |
| 1a    | 5 de setembre  | Montjuïc - Montjuïc (CRE)          | 38,0? | Antonio Andrés Sancho (ESP)  | Antonio Andrés Sancho (ESP) |
| 2a    | 6 de setembre  | Barcelona - Vilafranca del Penedès | 70,0  | Sense vencedor               | Antonio Andrés Sancho (ESP) |
| 3a    | 7 de setembre  | Vilafranca del Penedès - Tortosa   | 190,0 | João Lourenço (POR)          | Antonio Andrés Sancho (ESP) |
| 4a A  | 8 de setembre  | Tortosa - Reus                     |       | Alberto Raposo (POR)         | Federico Ezquerra (ESP)     |
| 4a B  | 8 de setembre  | Reus - Montblanc (CRI)             | 37,0  | Julián Berrendero (ESP)      | Federico Ezquerra (ESP)     |
| 4a C  | 8 de setembre  | Montblanc - Lleida                 | 60,0  | José Vidal Juliá (ESP)       | Federico Ezquerra (ESP)     |
| 5a    | 9 de setembre  | Lleida - Vilanova de Bellpuig      | 140,0 | Miquel Casas (ESP)           | Federico Ezquerra (ESP)     |
| 6a    | 10 de setembre | Vilanova de Bellpuig - Manresa     | 136,0 | Julián Berrendero (ESP)      | Federico Ezquerra (ESP)     |
| 7a    | 11 de setembre | Manresa - Olot                     | 132,0 | Delio Rodríguez Barros (ESP) | Federico Ezquerra (ESP)     |
| 8a A  | 12 de setembre | Olot - Figueres (CRI)              | 47,0  | Fermo Camellini (ITA)        | Federico Ezquerra (ESP)     |
| 8a B  | 12 de setembre | Figueres - Granollers              | 201,0 | Fernando Murcia (ESP)        | Federico Ezquerra (ESP)     |
| 8a C  | 12 de setembre | Granollers - Granollers            | 50,0  | Delio Rodríguez Barros (ESP) | Federico Ezquerra (ESP)     |
| 9a    | 13 de setembre | Granollers - Barcelona             |       | Agustí Miró (ESP)            | Federico Ezquerra (ESP)     |

### Etapa 1 Barcelona - Barcelona. 39,0 km (CRE)
|   | Ciclista              | Equip        | Temps   |
| - | --------------------- | ------------ | ------- |
| 1 | Antonio Andrés Sancho | FC Barcelona | 59' 48" |
| 2 | Federico Ezquerra     | FC Barcelona | m. t.   |
| 3 | Marià Cañardo         | FC Barcelona | m. t.   |

|   | Ciclista              | Equip        | Temps     |
| - | --------------------- | ------------ | --------- |
| 1 | Antonio Andrés Sancho | FC Barcelona | 59' 48"   |
| 2 | Federico Ezquerra     | FC Barcelona | + 45"     |
| 3 | Marià Cañardo         | FC Barcelona | + 01' 30" |

### Etapa 2. Barcelona - Vilafranca del Penedès. 70,0 km
|   | Ciclista       | Equip | Temps      |
| - | -------------- | ----- | ---------- |
| 1 | Sense vencedor |       | 2h 01' 05" |
| 2 |                |       |            |
| 3 |                |       |            |

|   | Ciclista              | Equip        | Temps      |
| - | --------------------- | ------------ | ---------- |
| 1 | Antonio Andrés Sancho | FC Barcelona | 2h 59' 23" |
| 2 | Federico Ezquerra     | FC Barcelona | + 45"      |
| 3 | Marià Cañardo         | FC Barcelona | + 01' 30"  |

### Etapa 3. Vilafranca del Penedès - Tortosa. 190,0 km
|   | Ciclista          | Equip               | Temps      |
| - | ----------------- | ------------------- | ---------- |
| 1 | João Lourenço     | Coñac Gris Martínez | 4h 27' 35" |
| 2 | Antonio Martín    | RCD de la Corunya   | m. t.      |
| 3 | Vicente Carretero | Frente del Trabajo  | m. t.      |

|   | Ciclista              | Equip               | Temps      |
| - | --------------------- | ------------------- | ---------- |
| 1 | Antonio Andrés Sancho | FC Barcelona        | 7h 26' 58" |
| 2 | Federico Ezquerra     | FC Barcelona        | + 50"      |
| 3 | João Lourenço         | Coñac Gris Martínez | + 01' 28"  |

### Etapa 4. (4A Tortosa-Reus 98 km), (4B Reus-Montblanc 37 km) i (4C Montblanc-Lleida 60 km)
|   | Ciclista          | Equip               | Temps      |
| - | ----------------- | ------------------- | ---------- |
| 1 | Alberto Raposo    | Coñac Gris Martínez | 2h 36' 13" |
| 2 | Federico Ezquerra | FC Barcelona        | m. t.      |
| 3 | Vicente Miró      |                     | m. t.      |

|   | Ciclista          | Equip             | Temps     |
| - | ----------------- | ----------------- | --------- |
| 1 | Julián Berrendero | RCD de la Corunya | 50' 57"   |
| 2 | Federico Ezquerra | FC Barcelona      | + 27"     |
| 3 | Antonio Martín    | RCD de la Corunya | + 01' 13" |

| Resultats de la 4a etapa C \| \| Ciclista \| Equip \| Temps \| \| - \| ---------------- \| ------------------------ \| ---------- \| \| 1 \| José Vidal Juliá \| Regiment d'Infanteria 51 \| 1h 36' 33" \| \| 2 \| João Lourenço \| Coñac Gris Martínez \| m. t. \| \| 3 \| Antonio Martín \| RCD de la Corunya \| m. t. \| |                  |                          |            |
| | Ciclista         | Equip                    | Temps      |
| 1 | José Vidal Juliá | Regiment d'Infanteria 51 | 1h 36' 33" |
| 2 | João Lourenço    | Coñac Gris Martínez      | m. t.      |
| 3 | Antonio Martín   | RCD de la Corunya        | m. t.      |

|   | Ciclista          | Equip              | Temps      |
| - | ----------------- | ------------------ | ---------- |
| 1 | Federico Ezquerra | FC Barcelona       | 5h 05' 40" |
| 2 | Cipriano Elys     | Frente del Trabajo | + 08' 48"  |
| 3 | Julián Berrendero | RCD de la Corunya  | + 14' 46"  |

|   | Ciclista          | Equip              | Temps       |
| - | ----------------- | ------------------ | ----------- |
| 1 | Federico Ezquerra | FC Barcelona       | 12h 33' 23" |
| 2 | Cipriano Elys     | Frente del Trabajo | + 11' 33"   |
| 3 | Julián Berrendero | RCD de la Corunya  | + 16' 44"   |

### Etapa 5. Lleida - Vilanova de Bellpuig. 122,0 km
|   | Ciclista        | Equip             | Temps      |
| - | --------------- | ----------------- | ---------- |
| 1 | Miquel Casas    | UE Sants          | 4h 05' 20" |
| 2 | Delio Rodríguez | RCD de la Corunya | + 16' 13"  |
| 3 | Antonio Martín  | RCD de la Corunya | m. t.      |

|   | Ciclista          | Equip              | Temps       |
| - | ----------------- | ------------------ | ----------- |
| 1 | Federico Ezquerra | FC Barcelona       | 16h 54' 11" |
| 2 | Cipriano Elys     | Frente del Trabajo | + 11' 33"   |
| 3 | Julián Berrendero | RCD de la Corunya  | + 16' 44"   |

### Etapa 6. Vilanova de Bellpuig - Manresa. 136,0 km
|   | Ciclista          | Equip                    | Temps      |
| - | ----------------- | ------------------------ | ---------- |
| 1 | Julián Berrendero | RCD de la Corunya        | 4h 51' 33" |
| 2 | Fernando Murcia   | FC Barcelona             | m. t.      |
| 3 | José Vidal Juliá  | Regiment d'Infanteria 51 | m. t.      |

|   | Ciclista          | Equip              | Temps       |
| - | ----------------- | ------------------ | ----------- |
| 1 | Federico Ezquerra | FC Barcelona       | 21h 45' 44" |
| 2 | Cipriano Elys     | Frente del Trabajo | + 13' 41"   |
| 3 | Julián Berrendero | RCD de la Corunya  | + 14' 29"   |

### Etapa 7. Manresa - Olot. 132,0 km
|   | Ciclista        | Equip             | Temps      |
| - | --------------- | ----------------- | ---------- |
| 1 | Delio Rodríguez | RCD de la Corunya | 4h 54' 37" |
| 2 | Fernando Murcia | FC Barcelona      | m. t.      |
| 3 | Antonio Martín  | RCD de la Corunya | m. t.      |

|   | Ciclista          | Equip              | Temps       |
| - | ----------------- | ------------------ | ----------- |
| 1 | Federico Ezquerra | FC Barcelona       | 26h 43' 22" |
| 2 | Julián Berrendero | RCD de la Corunya  | + 10' 43"   |
| 3 | Cipriano Elys     | Frente del Trabajo | + 12' 22"   |

### Etapa 8. (8A Olot-Figueres 47 km), (8B Figueres-Granollers 201 km) i (8C Granollers-Granollers 50 km)
|   | Ciclista        | Equip               | Temps      |
| - | --------------- | ------------------- | ---------- |
| 1 | Fermo Camellini | Coñac Gris Martínez | 1h 12' 08" |
| 2 | Antonio Martín  | RCD de la Corunya   | m. t.      |
| 3 | José Martins    | Coñac Gris Martínez | m. t.      |

|   | Ciclista          | Equip              | Temps      |
| - | ----------------- | ------------------ | ---------- |
| 1 | Fernando Murcia   | FC Barcelona       | 6h 18' 17" |
| 2 | Vicente Carretero | Frente del Trabajo | m. t.      |
| 3 | Joaquim Olmos     | FC Barcelona       | m. t.      |

|   | Ciclista          | Equip              | Temps      |
| - | ----------------- | ------------------ | ---------- |
| 1 | Delio Rodríguez   | RCD de la Corunya  | 1h 28' 35" |
| 2 | Vicente Carretero | Frente del Trabajo | m. t.      |
| 3 | Fermín Trueba     | RCD de la Corunya  | m. t.      |

|   | Ciclista          | Equip             | Temps       |
| - | ----------------- | ----------------- | ----------- |
| 1 | Federico Ezquerra | FC Barcelona      | 35h 49' 15" |
| 2 | Julián Berrendero | RCD de la Corunya | + 09' 56"   |
| 3 | Diego Cháfer      | FC Barcelona      | + 12' 40"   |

### Etapa 9. Granollers - Barcelona. 117,0 km
|   | Ciclista        | Equip             | Temps      |
| - | --------------- | ----------------- | ---------- |
| 1 | Agustí Miró     | FC Barcelona      | 3h 39' 13" |
| 2 | Fermín Trueba   | RCD de la Corunya | m. t.      |
| 3 | Fernando Murcia | FC Barcelona      | m. t.      |

|   | Ciclista          | Equip             | Temps       |
| - | ----------------- | ----------------- | ----------- |
| 1 | Federico Ezquerra | FC Barcelona      | 39h 30' 22" |
| 2 | Julián Berrendero | RCD de la Corunya | + 09' 56"   |
| 3 | Diego Cháfer      | FC Barcelona      | + 12' 40"   |